# كأس السوبر الإيطالي 2000
كأس السوبر الإيطالي 2000 (بالإيطالية: Supercoppa italiana 2000) هي مباراة تحديد الفريق الفائز في النسخة الثالثة عشر من بطولة كأس السوبر الإيطالي بين نادي لاتسيو بطل الدوري الإيطالي 1999-2000 ونادي إنتر ميلان وصيف كأس إيطاليا 1999-2000 أقيمت يوم 08 سبتمبر 2000 على ملعب أولمبيكو في روما. نظرًا لأن الفريق الفائز في مسابقة كأس إيطاليا كان أيضًا بطل مسابقة الدوري، فقد تم منح الحق للمشاركة في كأس السوبر الإيطالي إلى وصيف كأس إيطاليا، نادي إنتر ميلان وأسفرت المباراة عن فوز نادي لاتسيو بنتيجة 4–3. ويحقق اللقب الثاني في مسابقة السوبر الإيطالي وسابع لقب في ثلاث سنوات الذي يفوز به نادي لاتسيو في جميع البطولات.
لم يكن توقيت البطولة السوبر الإيطالي لهذه النسخة بداية الموسم الرياضي مثالياً لنادي لاتسيو على أقل تقدير، نظرًا لاقامة دورة الألعاب الأولمبية الصيفية في سيدني منتصف شهر سبتمبر والتي تتزامن مع لعب دوري أبطال أوروبا في سبتمبر في نفس التوقيت ، لذا فإن الفرق الإيطالية المشاركة في البطولة ستلعب المسابقات الأوروبية في فترة زمنية قليلة بين المباريات، لذا قرر الاتحاد الإيطالي بدء مسابقة الدوري الإيطالي أواخر شهر سبتمبر أوائل شهر أكتوبر. ولعب مباراة السوبر الإيطالي أوائل شهر سبتمبر 2000.

## الفرق
| الفرق      | التأهل للبطولة                                       | المشاركات السابقة في النهائيات (بالخط العريض يشير إلى الفائزين) |
| ---------- | ---------------------------------------------------- | --------------------------------------------------------------- |
| لاتسيو     | بطل الدوري الإيطالي 1999–2000 وكأس إيطاليا 1999–2000 | 1 (1998)                                                        |
| إنتر ميلان | وصيف كأس إيطاليا 1999–2000                           | 1 (1989)                                                        |

## تفاصيل المباراة
اقيمت مباراة السوبر على ارضية الاستاد الأولمبيكو في 08 سبتمبر 2000. بين نادي لاتسيو ونادي إنتر على لقب كأس السوبر الإيطالي. بعد الافتتاح الاهداف المبكر للمباراة عن طريق كين لصالح إنتر ميلان تمكن اللاعب الأرجنتيني كلاوديو لوبيز من إدارك التعادل وترجيح فريقه بعد خمس دقائق من المباراة بإحرازه الهدف الثاني، بعد مضى أول دقائق الشوط الثاني من المبارة تحصل لاعب لاتسيو بافيل نيدفيد على مخالفة داخل منطقة الجزاء لصالح البيانكوسيليستي بعد عرقلته من قبل مدافع إنتر ميلان فامبيتا ويعزز اليوغسلافي ميهايلوفيتش النتيجة ويجعل النتيجة 3-1 ، هذه التقدم اعطى نادي لاتسيو اريحيه سمحت لفريق الانتر في التقدم وخلق الخطورة على مرمى لاتسيو وتمكن من تقليص الفارق مرة أخرى لكن فريق لاتسيو يواصل التسجيل بعد تريرة من فيرون إلى ستانكوفيتش الذي اخترق دفاع الانتر وينفرد بالمنطقة ويسدد كرة على المرمى تجاوزة بالوتا وانتهى بها الامر في الشباك. بعد دقيقة واحد قلص انتر مرة أخرى الفارق عن طريق فامبيتا، لتنتهي المباراة بنتيجة 4 أهداف لصالح لاتسيو مقابل 3 اهداف لنادي إنتر ميلان. على الرغم من الغيابات العديدة التي عامى منها نادي إنتر ميلان، فقد لعب أفضل مباراة له في بداية الموسم، حيث جارى نادي لاتسيو في المباراة واقترب من معادلة بنتيجة. لكن لم تكن أهداف كين وفارينوس وفامبيتا كافية لمنح النيراتزوري الفوز. في المباراة الأولى لهذا العام، يمتلئ ملعب بحضور 61 ألف مشجع. غمرة الفرحة البيانكوسيليستي بعد كأس السوبر الأوروبي والاسكوديتو وكأس إيطاليا، تمكن نادي لاتسيو بقيادة إريكسون من تحقيق لقب السوبر الإيطالي مرة أخرى.
| لاتسيو                                                                        | 4–3   | إنتر ميلان                                     |
| ----------------------------------------------------------------------------- | ----- | ---------------------------------------------- |
| كلاوديو لوبيز 33'، 38' · سينيشا ميهايلوفيتش 47' (ركلة.) · ديان ستانكوفيتش 74' | تقرير | 2' روبي كين · 61' خافيير فارينوس · 75' فامبيتا |

| لاتسيو | انتر ميلان |

| GK                 | 70 | أنجلو بيروتزي        |      |     |
| RB                 | 15 | جيوسيبي بانكارو      | 69'  |     |
| CB                 | 13 | أليساندرو نيستا (c)  |      |     |
| CB                 | 11 | سينيشا ميهايلوفيتش   |      |     |
| LB                 | 19 | جوزيبي فافالي        |      |     |
| RM                 | 20 | ديان ستانكوفيتش      |      | 81' |
| CM                 | 14 | دييغو سيميوني        |      |     |
| CM                 | 23 | خوان سيباستيان فيرون |      |     |
| LM                 | 18 | بافل نيدفيد          |      | 54' |
| CF                 | 10 | هرنان كرسبو          |      |     |
| CF                 | 7  | كلاوديو لوبيز        |      |     |
| البدلاء:           |    |                      |      |     |
| GK                 | 1  | لوكا ماركجياني       |      |     |
| DF                 | 17 | جويرينو جوتاردي      |      | 69' |
| DF                 | 33 | فرانشسكو كولونيزي    |      |     |
| MF                 | 6  | روبيرتو سينسيني      | أنذر | 54' |
| MF                 | 16 | إيمانويل بيساريسي    |      |     |
| MF                 | 25 | اتيليو لومباردو      |      | 81' |
| FW                 | 21 | سيموني إنزاغي        |      |     |
| المدرب:            |    |                      |      |     |
| زفن غوران إيريكسون |    |                      |      |     |

| GK             | 22 | ماركو بالوتا (c)  |      |      |
| RB             | 6  | ميشيل سيرينا      |      |      |
| CB             | 2  | إيفان كوردوبا     |      |      |
| CB             | 17 | سيريل دومورو      |      |      |
| LB             | 3  | فابيو ماسيلاري    | أنذر |      |
| CM             | 25 | فامبيتا           |      |      |
| CM             | 31 | خافيير فارينوس    |      |      |
| CM             | 8  | فلاديمير يوغوفيتش |      | 60'  |
| AM             | 10 | كلارنس سيدورف     |      | 86'  |
| CF             | 54 | هاكان شوكور       |      |      |
| CF             | 7  | روبي كين          |      | أنذر |
| مقاعد البدلاء: |    |                   |      |      |
| GK             | 12 | ماركو فارالدي     |      |      |
| DF             | 16 | ريكاردو فيسوري    |      |      |
| DF             | 37 | عنتر يحيى         |      |      |
| MF             | 14 | لويجي دي بياجو    |      |      |
| MF             | 15 | بينوا كاويت       |      |      |
| MF             | 24 | بيرالتا           |      | 60'  |
| FW             | 27 | كورادو كولومبو    |      | 86'  |
| المدرب:        |    |                   |      |      |
| مارتشيلو ليبي  |    |                   |      |      |

| طافم التحكيم - حكم الساحة: ستيفانو فارينا - الحكام المساعدون : - الحكم الرابع: | قواعد المباراة - مدة المباراة 90 دقيقة مقسمة إلى شوطين مدة كل شوط 45 دقيقة. - تلعب أشواط إضافية من 30 دقيقة مقسومة إلى شوطين مدة كل شوط 15 دقيقة. - تطبق قاعدة ركلات الجزاء الترجيحية في حال استمرار التعادل في الأشواط الإضافية. - تواجد سبعة لاعبين على مقاعد البدلاء، يمكن اجراء 3 تبديلات كحد أقصى . |